# Дорис Лојтхард
Дорис Лојтхард (Мереншванд, 10. април 1963) је швајцарска политичарка и правник. Чланица је Демохришћанске народне странке Швајцарске.
Од 1. августа 2006, чланица је Швајцарског савезног већа где је министарка економије. Пре улазка у Савезно веће Швајцарске, од 1999. до 2006. била је део Швајцарског националног савета и од 2004. до 2006. председница Хришћанско-Демократске Народне Странке Швајцарске.
После оставке Јозефа Дајса са положаја у Швајцарском савезном већу, Дорис Лојтхард је 14. јуна 2006. постала Дајсов наследник у овом телу. Добила је 133 од 234 гласова и тако постала 109. члан (5. жена) у Савезном већу. 